# Arantia spinulosa
Arantia spinulosa är en insektsart som beskrevs av Brunner von Wattenwyl 1878. Arantia spinulosa ingår i släktet Arantia och familjen vårtbitare. Inga underarter finns listade i Catalogue of Life.